# Franz Dorfmann
Franz Dorfmann (29. listopadu 1863 Feldthurns – 10. listopadu 1931 Kollmann) byl rakouský římskokatolický duchovní a politik německé národnosti z Tyrolska (respektive z dnešního Jižního Tyrolska), na počátku 20. století poslanec Říšské rady.

## Biografie
Působil jako kurát. Byl univerzitním profesorem. Zasedal coby poslanec Tyrolského zemského sněmu.
Působil i jako poslanec Říšské rady (celostátního parlamentu Předlitavska), kam usedl ve volbách do Říšské rady roku 1907, konaných poprvé podle všeobecného a rovného volebního práva. Byl zvolen za obvod Tyrolsko 13. Rezignoval 24. srpna 1909. Do parlamentu pak místo něj usedl Josef Hölzl. Po volbách roku 1907 byl uváděn coby člen klubu Křesťansko-sociální sjednocení.
V závěru první světové války vykonával funkci soukromého kaplana císaře Karla. Zemřel v listopadu 1931.